# Tutto è fatidico
Tutto è fatidico (Everything's Eventual) è la settima antologia di racconti di Stephen King, pubblicata nel 2002, tre anni dopo la precedente Cuori in Atlantide, e sei anni prima della successiva Al crepuscolo.

## Ordine dei racconti
Nell'introduzione del libro, King descrive lo strano metodo usato per ordinare le storie:

## Elenco racconti e precedenti pubblicazioni
I 14 racconti che costituiscono la raccolta sono già stati pubblicati su diverse riviste e in varie edizioni e formati, in un arco di tempo dal 1994 al 2001.
| nº | Titolo italiano                                      | Titolo originale                                   | Pubblicazione originale                     | Data della pubblicazione originale |
| -- | ---------------------------------------------------- | -------------------------------------------------- | ------------------------------------------- | ---------------------------------- |
| 1  | Autopsia 4                                           | Autopsy Room Four                                  | Six Stories                                 | 1997                               |
| 2  | L'uomo vestito di nero                               | The Man in the Black Suit                          | The New Yorker                              | 31 ottobre 1994                    |
| 3  | Tutto ciò che ami ti sarà portato via                | All That You Love Will Be Carried Away             | The New Yorker                              | 29 gennaio 2001                    |
| 4  | La morte di Jack Hamilton                            | The Death of Jack Hamilton                         | The New Yorker                              | 24/31 dicembre 2001                |
| 5  | La camera della morte                                | In the Deathroom                                   | Blood and Smoke audiolibro                  | 1999                               |
| 6  | Le piccole sorelle di Eluria                         | The Little Sisters of Eluria                       | Legends                                     | 1998                               |
| 7  | Tutto è fatidico                                     | Everyting's Eventual                               | The Magazine of Fantasy and Science Fiction | ottobre/novembre 1997              |
| 8  | La teoria degli animali di L.T.                      | L. T.'s Theory of Pets                             | Six Stories                                 | 1997                               |
| 9  | Il Virus della Strada va a nord                      | The Road Virus Heads North                         | 999                                         | 1999                               |
| 10 | Pranzo al «Gotham Café»                              | Lunch at the Gotham Café                           | Dark Love                                   | 1995                               |
| 11 | Quella sensazione che puoi dire soltanto in francese | That Feeling You Can Only Say What It Is in French | The New Yorker                              | 22/29 giugno 1998                  |
| 12 | 1408                                                 | 1408                                               | Blood and Smoke audiobook                   | 1999                               |
| 13 | Riding the Bullet - Passaggio per il nulla           | Riding the Bullet                                  | Riding th Bullet e-book                     | 2000                               |
| 14 | La moneta portafortuna                               | Luckey Quarter                                     | USA Weekend                                 | 30 giugno/2 luglio 1995            |

Le storie Tutto è fatidico e Le piccole sorelle di Eluria fanno parte della serie La Torre Nera.

## Opere contenute

### Autopsia 4 (Autopsy Room Four)
Howard Cottrell si risveglia da una qualche forma di incoscienza per scoprirsi legato a un letto in una sala da autopsia. Mentre il medico si prepara ad iniziare, Howard lotta per cercare di uscire da quella situazione.
Dopo aver capito che non è morto, realizza di essere paralizzato, e cerca di comunicare la situazione al dottore, prima che questi inizi a tagliarlo.
Mentre prepara il corpo di Cottrell, il dottore di turno, Katie Arlen, insieme a un giovane assistente alle prime armi, scherza sul fatto che il tizio in questione sembri ancora vivo, come risulta dalla temperatura del corpo. Howard cerca di emettere un suono, ma il tirocinante mette su della musica e rende vano il tentativo. Tutto sembra far presagire il peggio per Howard, che sta per essere aperto. Mentre Katie osserva sbadatamente le ferite dell'uomo, un altro dottore arriva di corsa per informarla che Howard è ancora vivo. Katie guarda in basso - e vede sé stessa tenere in mano il suo pene rigido.
In una nota comica, Howard spiega che è stato morso da un serpente molto raro che gli ha causato una paralisi simile alla morte, infatti un altro dei dottori trova il serpente nella sua sacca da golf e viene morso a sua volta. Howard aggiunge che lui e Katie si frequentano per un po', ma si lasciano per un problema in camera da letto: lui è impotente, a meno che lei non indossi i suoi guanti in lattice.

### L'uomo vestito di nero (The Man in the Black Suit)
La storia, ambientata nel 1914, parla di Gary, un contadino di nove anni, il cui fratello è morto da non molto tempo. Un giorno Gary va a pesca. Dopo essersi addormentato si risveglia trovando uno strano uomo vestito di nero davanti a lui. I suoi occhi sono completamente arancioni e puzza di zolfo. L'uomo racconta a Gary cose terribili; che la madre è morta mentre lui era fuori, che il padre lo vuole stuprare, che l'uomo intende mangiarlo. Gary all'inizio non ci crede, ma ben presto scopre che l'uomo è il diavolo in persona, e tenta di fuggire. Le cose dette dall'uomo erano false, ma Gary resterà ossessionato da quell'incidente per il resto della vita.

### Tutto ciò che ami ti sarà portato via (All That You Love Will Be Carried Away)
Un commesso viaggiatore arriva ad un Motel in Nebraska per suicidarsi perché "non può continuare a vivere come sta facendo". Ha una moglie, una figlia, ed un hobby: collezionare i graffiti che ha trovato durante i molteplici viaggi. Iniziò annotando gli scarabocchi sui muri che attiravano la sua attenzione senza ragione. Nella sua vita solitaria con, come unici compagni, miglia e miglia di strade vuote, quelle "voci nei bagni" diventarono i suoi amici; qualcosa cui pensare durante le lunghe guide, qualcosa di prezioso ed importante, qualcosa che gli parli. Quest'uomo decide che "un colpo in bocca è più semplice di qualsiasi cambiamento di vita", ma al lettore è lasciato il dubbio se eseguirà il suo piano perché sembra dipendere dal fatto che la sua raccolta andrebbe persa. La storia si chiude con l'uomo in piedi vicino al prato esterno del motel, pronto a lanciare il libro, ma tenendolo stretto, come tiene stretta la sua vita.

### La morte di Jack Hamilton (The Death of Jack Hamilton)
Scritto in prima persona, il narratore, un membro della gang di John Dillinger che rapinò la banca, Homer Van Meter, racconta della lenta, dolorosa morte del compagno Jack Hamilton. Van Meter inizia descrivendo la morte di Dillinger all'esterno del teatro per mano di un uomo di Melvin Purvis (cui si fa continuo riferimento come il nemico), così come accennando alla teoria secondo la quale il morto non fosse veramente Dillinger. Van Meter smentisce queste teorie, dicendo che il tutto è nato durante la sua testimonianza riguardo alla morte di Jack Hamilton. Dopo essere fuggito da una sparatoria al Little Bohemia Lodge in Wisconsin, Hamilton fu colpito ad un polmone da un poliziotto che li inseguiva durante la fuga, il che gli causò una gangrena. Hamilton rifiutò di farsi curare da Joseph Moran; Van Meter e Dillinger lo portano a casa di Volney Davis e della sua ragazza Rabbits, due membri della gang, così come Arthur, il figlio di Ma. Hamilton di lì a poco morirà, proprio durante uno spettacolino improvvisato dai suoi compagni per farlo ridere un po'. La storia si conclude con Homer che racconta dell'occultamento del corpo, e dei ricordi che quelle vicende gli avevano lasciato dentro.

### La camera della morte (In the Deathroom)
Fletcher, ex-reporter del New York Times, viene catturato dai membri di un governo sudamericano. La storia inizia quando viene portato nella "stanza della morte" dove capisce che i suoi rapitori, dopo averlo interrogato circa una sommossa comunista che sta appoggiando, non lo lasceranno uscire vivo dalla stanza, nonostante le loro promesse.
Durante l'interrogatorio, Fletcher tenta di rimanere calmo, e studia un piano disperato per salvarsi la vita che, con stupore, vede riuscire. Dopo aver ucciso i tre aguzzini, fugge dalla sala.

### Le piccole sorelle di Eluria (The Little Sisters of Eluria)
La storia narra di Roland di Gilead, la cui ricerca della Torre Nera è all'inizio; questi eventi precedono quelli descritti nella serie La Torre Nera, ma avvengono dopo le avventure di Roland a Mejis, descritte in La sfera del buio. Al tempo del racconto è accompagnato da un cavallo e sta già inseguendo l'uomo in nero. Sta decidendo se acquistare un nuovo cavallo, o un mulo; il che si ricollega all'inizio di L'ultimo cavaliere.
Roland ed il suo cavallo arrivano ad un villaggio nel deserto, Eluria, dove incontrano un cane che mostra una macchia a forma di croce nel pelo, mentre sta per mangiare un ragazzo morto. Roland lo allontana e, mentre guarda il corpo, trova un medaglione a forma di croce. Lo raccoglie e viene immediatamente attaccato ed immobilizzato da un gruppo di mutanti, risvegliandosi in un ospedale percorso da uno strano gruppo di suore. Si chiamano "Le piccole sorelle", usano piccole creature simili a scarafaggi chiamate "dottori" per curare i malati gravi. All'inizio sembrano gentili, ma Roland scopre pian piano che sono in realtà vampiri; tengono in vita i malati solo per poter avere sempre sangue a disposizione.
Il medaglione che Roland ha preso al ragazzo in città sembra essere una sorta di sacra protezione contro di loro. Nota un altro paziente vicino a lui con un medaglione simile, il fratello del morto. Le ferite di Roland si rimarginano, ma è troppo debole per fuggire a causa delle pozioni dategli dalle sorelle. Una delle sorelle, Sorella Jenna, rivela a Roland che si è unita involontariamente alle altre, e spera di uscire dal gruppo. Le sorelle ingaggiano un mutante per levare il medaglione dal collo dell'altro paziente in modo da poterlo uccidere. Il mutante prende il medaglione al paziente e gli squarcia la gola. La vista del sangue scatena nelle suore una fame inarrestabile. Jenna inizia a somministrare a Roland un'erba, che contrasti il potere debilitante della pozione, facendogli recuperare le forze per poter essere pronti a fuggire. Le altre sorelle intuiscono i loro piani e tentano di bloccare la loro fuga; Jenna dimostra abilità nel comandare i dottori, che offrono un efficace diversivo. La leader, Gran Sorella Mary, riesce a prevalere e a seguirli durante la fuga ma viene attaccata ed uccisa dallo stesso cane che Roland aveva incontrato in paese. Roland e Sorella Jenna si dichiarano amore, ma Jenna si trasforma in quello che potrebbe essere il suo stato naturale, un "dottore", mentre Roland sta dormendo.

### Tutto è fatidico (Everything's Eventual)
La storia è raccontata in prima persona da un diciannovenne che ha abbandonato gli studi, Dinky Earnshaw. Inizialmente impiegato al "Super Savr", un supermercato, lavorava con alcuni deficienti ed era oppresso da un bullo di nome Skipper. Grazie al potere che gli permette di influenzare la mente delle persone, costringe Skipper al suicidio. Dinky viene contattato da una società che gli spiega di essere interessata alle persone che hanno simili poteri e gli fornirà tutto ciò che egli può desiderare (casa, macchina, denaro) solo se ucciderà delle persone malvagie indicategli dalla società. Scoprirà in seguito che le persone da lui uccise erano giornalisti e politici influenti, persone innocenti. Deciderà quindi di fuggire, non prima di essersi vendicato dell'uomo che lo ha reclutato.
Dinky Earnshaw apparirà in seguito nella serie La Torre Nera.

### La teoria degli animali di L.T. (L.T.'sTheory of Pets)
La storia è raccontata da un operaio che riporta un racconto fatto da L.T., un collega che rievoca i problemi del proprio matrimonio, attribuiti agli animali domestici acquistati da lui e dalla moglie. In occasione di un anniversario, la moglie compra per L.T. un cane che lo odia subito mentre si affeziona alla moglie. L'anno seguente L.T. acquista un gatto per la moglie che si comporta nel modo opposto. La storia fornisce un interessante studio dei personaggi, fatto dal loquace L.T. e rivela uno strano giro di sangue.

### Il Virus della Strada va a nord (The Road Virus Heads North)
La storia segue uno scrittore horror, Richard Kinnell, mentre guida verso casa nel Maine. Lungo la strada, incontra una svendita da giardino, dove nota e viene catturato da un bizzarro dipinto di un uomo con un ghigno malefico che guida una decappottabile. La tela, apparentemente intitolata Il Virus della Strada va a nord, fu dipinto da un genio incompreso che bruciò tutte le altre sue opere prima di suicidarsi, lasciando una nota in cui diceva che non poteva vivere sapendo cosa gli stava per succedere. Kinnell lo compra subito dalla donna che tiene la vendita.
Mentre viaggia verso nord, si ferma a casa di una zia per mostrarle l'opera... e vede che alcuni particolari nel disegno sono cambiati. All'inizio non ci fa caso pensando di averlo esaminato troppo velocemente, ma si accorge ben presto che è in continua metamorfosi. Disorientato da questo fatto, si libera della tela in un'area di sosta.
Arrivato a casa, scopre con orrore che il dipinto lo ha in qualche modo seguito, e pende dal suo muro. È cambiato di nuovo: ora mostra le conseguenze sanguinose nel giardino in cui ha acquistato il dipinto. Sente al notiziario che la donna è stata brutalmente uccisa. Capisce che l'uomo del disegno in qualche modo esiste, ed ogni volta che il disegno cambia lo mostra sempre più da vicino. Kinnel accende il camino, e vi butta il dipinto. Sperando di averlo distrutto per sempre, decide di farsi una doccia, dove sviene ed ha un incubo riguardo alle varie cose successe nella giornata.
Quando si risveglia, capisce che l'uomo del dipinto sta camminando in casa sua. Tenta di fuggire ma inciampa, ed il quadro lo cattura.

### Pranzo al «Gotham Café» (Lunch at the Gotham Café)
Steve Coslaw, rientrando a casa, trova una lettera della moglie, Diane, che annuncia di voler divorziare. Si deprime, soprattutto perché la fuga di Diane lo sollecita a smettere di fumare, causandogli astinenza da nicotina. L'avvocato di Diane, William Humboldt, chiama Steve organizzando un incontro per pranzo al Gotham Café con i due coniugi. Il suo avvocato non si presenta all'appuntamento a causa di una crisi familiare.
Prima di entrare nel Café, Steve compra un ombrello. Appena entrato incontra il maître, Guy, che parla di un cane. Quando Steve tenta di riaccendere la fiamma con Diane, le cose crollano. Il maître si ripresenta, delirante e urlante, e accoltella Humboldt alla testa. Steve lo colpisce con l'ombrello, ma Guy insegue lui e Diane in cucina e, dopo aver ferito gravemente il cuoco, tenta di continuare l'opera. Diane crede di veder morire Steve, ma lui è ancora in grado di fermare Guy rovesciandogli addosso dell'acqua bollente e colpendolo con una padella.
Dopo la fuga finale dal Café e da Guy, Steve non riesce a riconquistare Diane, e lei se ne va. Mentre Steve si siede sul selciato guardando le ambulanze arrivare, pensa alla vita privata di Guy ed alla natura della sua follia.

### Quella sensazione che puoi dire soltanto in francese (That Feeling, You Can Only Say What It Is in French)
Bill e Carol Shelton stanno volando su un jet privato, diretti verso una vacanza su Captiva Island. Carol ha una serie di deja-vu di incidenti e persone che ben presto conoscerà. Ogni deja-vu mostra sempre più una qualche tragedia che coinvolge un uomo di nome Floyd. Alla fine della storia, Floyd viene mostrato e l'orrore dei deja-vu è lontano solo pochi secondi.

### 1408
Mike Enslin è uno scrittore che pubblica lavori basati su luoghi infestati da fantasmi. Ha scritto tre best seller nella serie - "Dieci notti in dieci case infestate", "Dieci notti in dieci cimiteri infestati" e "Dieci notti in dieci castelli infestati". Arriva all'hotel Dolphin, sulla Sessantaseiesima strada di New York, durante la stesura del suo libro "Dieci notti di dieci camere d'hotel infestate". Il cocciuto Enslin deve lottare con il direttore dell'hotel, Mr. Olin, per poter avere accesso alla camera 1408, visto che Mr. Olin ha molti dubbi riguardo al permettere a chiunque (soprattutto a gente scettica come Enslin) di utilizzarla. Enslin alla fine ne esce vincitore e viene accompagnato al piano da Mr. Olin stesso.
Secondo il volere di Olin, nella stanza 1408 non alloggia nessuno da più di vent'anni; la camera è ancora arredata con vecchi mobili, in contrasto con lo stile moderno del resto dell'hotel, visto che, come dice il proprietario, "sono sicuro che nessun dispositivo funzioni. Gli orologi digitali non si muovono, stessa cosa per calcolatrici o telefonini".
Durante lo spostamento dall'ufficio di Olin all'ascensore, Olin racconta la storia della stanza, spiegando come mai non viene resa disponibile ai clienti e perché usa solo gemelli o coppie di parenti stretti per pulirla: nella stanza sono morte numerose persone, 13 per suicidio e 30 per morte naturale nell'arco di 68 anni. Enslin è scioccato ma scettico, ed è determinato a continuare la ricerca.
I problemi iniziano prima ancora di aprire la stanza; crede che la porta sia storta verso sinistra. Controlla ancora ma ora sembra dritta; ricontrolla ed è di nuovo storta, ma a destra.
Appena entra esamina la stanza, dettando tutto al registratore portatile, ma ben presto i suoi pensieri cominciano a diventare offuscati. Passaggi descrittivi della storia raccontano l'esperienza di Enslin, simile ad un'allucinazione (il menu della colazione cambia lingua e diventa l'immagine di un ragazzo mangiato da un lupo, immagine che appare e si trasforma sul muro, i piedi affondano nel tappeto come nel fango). Terrorizzato, Enslin tenta di uscire dalla stanza ma la porta non si apre. Prova a chiamare la reception ma sente una voce forte, gracchiante che inizia a contare
"Nove! Dieci! Dieci! Abbiamo ucciso i tuoi amici! Ora sono morti tutti! Sei! Sei!"
Enslin guarda con orrore la stanza che sembra sciogliersi davanti a lui e sente una presenza arrivare. Guidato dall'istinto, dà fuoco alla sua maglietta con una scatola di cerini. In mezzo alle fiamme, esce dalla porta che ora è sbloccata. Per pura fortuna si salva mentre un altro ospite dell'hotel arriva a soccorrerlo; l'ospite spegne il fuoco e salva Enslin. Lo scrittore aveva compreso in un attimo di lucidità che il fuoco era la sola cosa che sembrava impaurire le presenze all'interno della stanza. Enslin avverte infine che quella stanza è infestata e dette queste parole, la porta dell'appartamento si chiude da sola di botto.
Questi continuerà a soffrire di problemi di salute, paranoia ed incubi relativi alla sua esperienza nella 1408. Lascia la redditizia carriera (nonostante le proteste del suo agente) e si ritira in una casa sulla spiaggia, completamente isolato dalla società. Enslin continuerà a raccontare la sua esperienza, nei pochi momenti vissuti dentro la stanza, avendo compreso che le persone morte all'interno di essa vi sono ancora, ma che non sono più umane e cambiate in qualcos'altro, e che a momenti avrebbe incontrato la terribile presenza che si stava avvicinando.
Da questo racconto è stato tratto nel 2007 il film "1408", diretto dal regista svedese Mikael Håfström, con John Cusack e Samuel L. Jackson, che presenta tuttavia alcune differenze nella trama, in quanto nella pellicola Mike trascorre nella stanza 1408 più di un'ora, rimanendo vittima di terribili allucinazioni, per poi usare una bottiglia di liquore ricevuta dal direttore Olin per dare fuoco alla stanza e riuscire ad annientare l'entità maligna che vi risiede grazie all'incendio, con compiacimento di Olin. In seguito, dopo essere stato salvato dai vigili del fuoco ed essere stato curato in ospedale a causa delle ustioni riportate, Mike si riconcilia con la moglie, dalla quale si era separato a seguito della tragica morte della figlia, e, ascoltando la registrazione di ciò che è avvenuto nella stanza, capisce che, a differenza di quanto lui credeva, tutto ciò è successo davvero.

### Riding the Bullet - Passaggio per il nulla
La storia descrive Alan Parker, uno studente universitario che cerca la sua strada nella vita. Riceve una telefonata che lo informa dell'ictus che ha colpito la madre, notizia terribile visto il forte legame che li unisce (il padre morì quando era piccolo e così si trovò da solo con sua madre contro il mondo). Senza un'automobile, deve fare l'autostop fino all'ospedale per vederla.
All'inizio viene aiutato da un bizzarro anziano con una puzza che convince Alan a continuare a piedi. Questo lo porta nei pressi del cimitero, dove trova la lapide di un uomo di nome George Staub. Il fato fa in modo che il prossimo uomo ad aiutare Alan sia lo stesso Staub.
Durante il viaggio, inizialmente Alan cerca di non far capire a George che ha capito chi è, arrivando a mentire sul motivo del suo viaggio, ma si tradisce facendo riferimento ad un funerale, anziché al matrimonio a cui aveva detto di essere diretto. Dopodiché George ricorda ad Alan dell'ottovolante che, da bambino, ha sempre temuto: il Bullet a Laconia, New Hampshire. Dice ad Alan che deve fare la scelta più difficile della sua vita: George porterà Alan o sua madre con sé nell'aldilà e, prima di raggiungere l'ospedale, Alan dovrà decidere chi. In un momento di paura, Alan salva sé stesso e lascia che George prenda la madre.
George spinge Alan fuori dall'auto, all'esterno del cimitero da cui erano partiti. Tutto quello che gli resta di George è una spilla ("Ho corso sul Bullet al Thrill Village a Laconia" si legge), ma quando Alan raggiunge l'ospedale, la madre è ancora viva. Non morirà per molti anni a venire, ma quando alla fine lo farà, lui si sentirà ancora colpevole.

### La moneta portafortuna (Luckey Quarter)
Darlene Pullen è una ragazza madre con due bambini ed un lavoro da domestica in un piccolo hotel. Dopo aver scoperto che la propria mancia è una sola "moneta portafortuna", la usa per giocare ad una slot-machine e vince. Si dirige allora al casinò locale dove tenta la fortuna col nichelino, vince e, nel giro di poco tempo, guadagna centinaia di dollari. Tutto sembra procedere nel migliore dei modi finché non smette di fantasticare e si ritrova nella solita camera d'albergo, con in mano la moneta. Quando i due ragazzi le fanno visita sul lavoro, permette al figlio di avere la moneta e, non appena inizia a giocare, vince come Darlene aveva immaginato.

## Citazioni di altri romanzi
Nel racconto "Tutto ciò che ami ti sarà portato via", una delle frasi ricopiate da Alfie nei bagni delle stazioni di servizio è "Sto alla porta e busso", frase presente in un altro romanzo di King, L'acchiappasogni, dove viene ripetuta da Jonesy per identificare McCarthy, l'uomo infetto accolto nel cottage. La frase è a sua volta una citazione della Bibbia (http://bibbia.qumran2.net/index.php?Cite=Apocalisse+3%2C+20&CiteButton=Estrai&Versions%5B%5D=bible_it_cei2008&Search=&Popup=&ReportQueriesTimes=&Mobile=)
Nel romanzo La casa del buio, quando Jack Sawyer torna nei Territori, incontra Sophie proprio nella tenda-ospedale de "Le Piccole Sorelle". Sophie informa Jack che si trova in questa specie di "ospedale ambulante" gestito da "Le Piccole Sorelle" che non sono poi altro che una specie di vampiri assetati di sangue.
Questo lascerebbe intuire che I Territori conosciuti da "Jack Viaggiante" ne Il talismano e il suo seguito La casa del buio sono il mondo di Roland di Gilead descritto nella serie La Torre Nera se non fosse che Sophie dice anche che "l'ospedale è ambulante in questo e in altri mondi", riprendendo così il concetto dei mondi paralleli descritto proprio nella serie della La Torre Nera.

## Edizioni
- Stephen King, Tutto è fatidico, traduzione di Tullio Dobner, collana Narrativa, Sperling & Kupfer, 2002,  p. 535, ISBN 88-200-3419-0.